# Agritubel
Agritubel es una empresa francesa con sede en Loudun (Vienne).
Uno de los líderes europeos en equipos tubulares para ganado, la compañía creada en 1989 también fue conocida entre 2005 y 2009 por su equipo profesional de ciclismo presente en muchos eventos, como el Tour de Francia.
Esta compañía ahora es administrada por Philippe Dubouix, quien compró la compañía en agosto de 2014, a José Fornes, ex CEO de la compañía.